# Гельмерт (лунный кратер)
Кратер Гельмерт (лат. Helmert) — небольшой ударный кратер в восточной экваториальной области видимой стороны Луны. Название присвоено в честь немецкого учёного-геодезиста Фридриха Роберта Гельмерта (1843—1917) и утверждено Международным астрономическим союзом в 1973 г. 

## Описание кратера

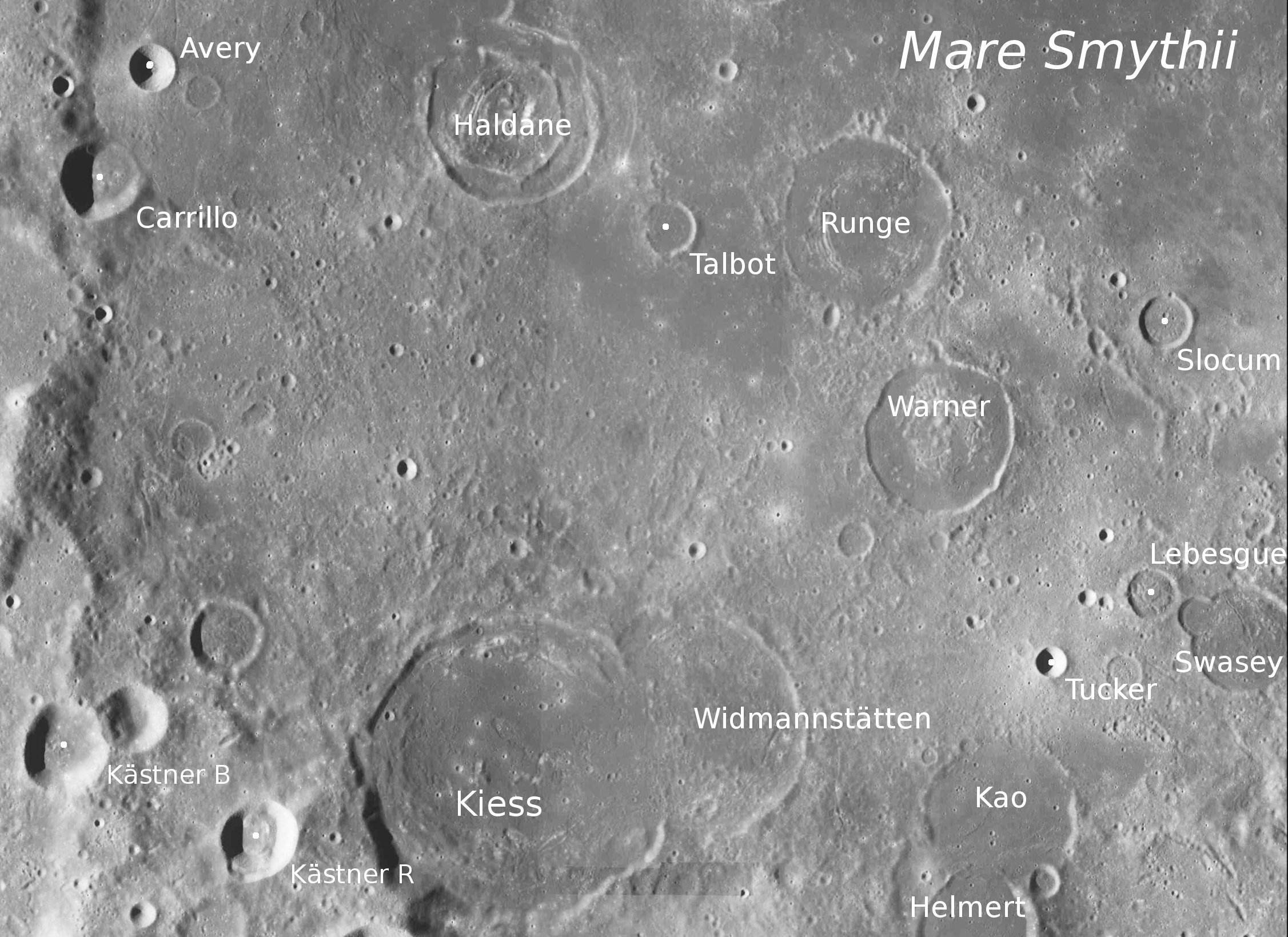
Окрестности кратера Гельмерт. Снимок Lunar Reconnaissance Orbiter.

Ближайшими соседями кратера являются кратер Кисс на западе-северо-западе; кратер Видманштеттен на северо-западе, кратер Као на севере, кратер Суэзи на северо-востоке, кратер Бруннер на юго-востоке, кратер Хоутерманс на юге и кратер Крейкен на юго-западе. На севере от кратера располагается Море Смита. Селенографические координаты центра кратера 7°34′ ю. ш. 87°40′ в. д. / 7,56° ю. ш. 87,67° в. д., диаметр 26,7 км, глубина 1,9 км.
Кратер перекрывает южную часть кратера Као. В месте соединения валов кратеров имеется широкий проход соединяющий кратеры, дно чаш обоих кратеров заполнено лавой и имеют один уровень. Вследствие заполнения лавой дно чаши кратера Гельмерт имеет такое же низкое альбедо как и Море Смита на севере. Средняя высота вала кратера над окружающей местностью 870 м, объем кратера составляет приблизительно 440 км³.

## Сателлитные кратеры
Отсутствуют.